# Regionalwahl in Kalabrien 2021
Die Regionalwahl in Kalabrien 2021 fand am 3. Oktober statt; der Regionalrat und der Präsident der Region Kalabrien wurden gleichzeitig gewählt.

## Wahlergebnis
| Kandidaten                                    | Kandidaten              | Stimmen | %    | Listen                              | Stimmen | %    | Mandate |
| --------------------------------------------- | ----------------------- | ------- | ---- | ----------------------------------- | ------- | ---- | ------- |
|                                               | Roberto Occhiutogewählt | 431.675 | 54,5 | Forza Italia                        | 131.882 | 17,3 | 7       |
| Fratelli d’Italia                             | Roberto Occhiutogewählt | 431.675 | 54,5 | 66.277                              | 8,7     | 4    |         |
| Lega Salvini Calabria                         | Roberto Occhiutogewählt | 431.675 | 54,5 | 63.459                              | 8,3     | 4    |         |
| Forza Azzurri - Occhiuto Presidente           | Roberto Occhiutogewählt | 431.675 | 54,5 | 61.828                              | 8,1     | 2    |         |
| Coraggio Italia                               | Roberto Occhiutogewählt | 431.675 | 54,5 | 43.159                              | 5,7     | 2    |         |
| Unione di Centro                              | Roberto Occhiutogewählt | 431.675 | 54,5 | 34.923                              | 4,6     | 1    |         |
| Noi con l’Italia                              | Roberto Occhiutogewählt | 431.675 | 54,5 | 23.128                              | 3,0     | –    |         |
| ↳ Gesamt                                      | Roberto Occhiutogewählt | 431.675 | 54,5 | 424.656                             | 55,7    | 20   |         |
|                                               | Amalia Bruni            | 219.389 | 27,7 | Partito Democratico                 | 100.437 | 13,2 | 5       |
| Movimento 5 Stelle                            | Amalia Bruni            | 219.389 | 27,7 | 49.414                              | 6,5     | 2    |         |
| La Calabria SiCura - Amalia Bruni Presidente  | Amalia Bruni            | 219.389 | 27,7 | 28.733                              | 3,8     | –    |         |
| Tesoro Calabria                               | Amalia Bruni            | 219.389 | 27,7 | 17.358                              | 2,3     | –    |         |
| Partito Socialista Italiano                   | Amalia Bruni            | 219.389 | 27,7 | 7.024                               | 0,9     | –    |         |
| Europa Verde                                  | Amalia Bruni            | 219.389 | 27,7 | 3.755                               | 0,5     | –    |         |
| Partito Animalista - Democratici Progressisti | Amalia Bruni            | 219.389 | 27,7 | 2.259                               | 0,3     | –    |         |
| Nicht gewählte Direktkandidat                 | Amalia Bruni            | 219.389 | 27,7 | –                                   | –       | 1    |         |
| ↳ Gesamt                                      | Amalia Bruni            | 219.389 | 27,7 | 208.980                             | 27,4    | 8    |         |
|                                               | Luigi de Magistris      | 128.204 | 16,2 | De Magistris Presidente             | 39.338  | 5,2  | 2       |
| Democrazia Autonomia                          | Luigi de Magistris      | 128.204 | 16,2 | 25.929                              | 3,4     | –    |         |
| Un'Altra Calabria è Possibile                 | Luigi de Magistris      | 128.204 | 16,2 | 18.235                              | 2,4     | –    |         |
| Uniti con De Magistris                        | Luigi de Magistris      | 128.204 | 16,2 | 12.390                              | 1,6     | –    |         |
| Per la Calabria                               | Luigi de Magistris      | 128.204 | 16,2 | 10.547                              | 1,4     | –    |         |
| Calabria Resistente e Solidale                | Luigi de Magistris      | 128.204 | 16,2 | 9.175                               | 1,2     | –    |         |
| ↳ Gesamt                                      | Luigi de Magistris      | 128.204 | 16,2 | 115.614                             | 15,2    | 2    |         |
|                                               | Mario Oliverio          | 13.440  | 1,7  | Oliverio Presidente per la Calabria | 12.838  | 1,7  | –       |
| Gesamt                                        | Gesamt                  | 792.708 | 100  |                                     | 762.098 | 100  | 30      |